# All the Best Cowboys Have Chinese Eyes
All the Best Cowboys Have Chinese Eyes es el segundo álbum de estudio del músico británico Pete Townshend, publicado por el sello Atco Records en junio de 1982. Producido por Chris Thomas, el álbum contiene composiciones de Pete Townshend no incluidas en los dos últimos discos de The Who, Face Dances e It's Hard. 

## Historia
Townshend grabó All the Best Cowboys Have Chinese Eyes en Eel Pie Studio y en los AIR Studios de forma esporádica y paralela a sus últimos trabajos con The Who. Además de las once canciones incluidas en el álbum, grabó otros temas como «Body Language», incluida un año después en el recopilatorio Scoop, «Man Watching», publicada como cara B del sencillo «Face Dances, Pt. 2», y «Dance It Away», interpretada en ocasiones en directo entre 1979 y 1981 y publicada como cara B de «Uniforms». Otras canciones 
Acerca del título del disco, Townshend comentó en una entrevista para la revista Rolling Stone: 

«Tenía esta imagen del prototipo de héroe americano, alguien como Clint Eastwood o John Wayne. Alguien con ojos como rendijas, capaz de hacer cualquier cosa, ya sabes, cualquier tipo de acto criminal o lo que sea para conseguir lo que quiere, para mantener a su gente segura. Y sin embargo, para esa gente que salva, es un gran héroe, un caballero en una brillante armadura, y olvidan el hecho de que ha cortado cincuenta cabezas para mantenerlos seguros. Luego pensé sobre las comunidades rusas, chinas y árabes, tienes estos grupos étnicos diferentes, y cada uno tiene su imagen central de que otras facciones políticas o nacionales son, de algún modo, diabólicas. Llevé eso un poco más lejos, porque pasé mucho de mi tiempo el año pasado en la alta sociedad, para hacer comentarios sobre el estrellato, y el uso de la energía, y de la droga y la decadencia, y cómo hay un extraño paralelismo entre el abuso del poder y la responsabilidad de políticos inceptos y entre el mal uso del poder y la responsabilidad de las personas que son héroes. Si realmente eres una buena persona, no puedes esconderlo detrás de ningún acto malvado; y si eres una mala persona, tampoco puedes esconderte detrás de un acto bueno. La gente pasa paret de su tiempo buscando al diablo e identificando el mal fuera de sí mismos. Sin embargo, el potencial del mal está dentro de ti».

En el disco promocional Listening Time, el propio músico admitió que debería ganar el premio al «título estúpido del año» por el inusual nombre del álbum. De forma paralela al álbum, publicó un video para las canciones «Prelude», «Face Dances, Pt. 2», «Communication», «Uniform», «Stardom in Acton» y «Exquisitely Bored». Chalkie Davis, director del video, comentó: «Era la una de la tarde de un jueves en 1982 cuando sonó el teléfono: "Hola Chalkie, soy Pete [Townshend], hay esto que está comenzando en América, se llama MTV y quieren una película mía de treinta minutos, si puedes pasar por la oficina de Bill Curbishley a las 14:30 con un guion reconozco que puedo darte el trabajo". Conseguí el trabajo, comenzamos a filmar el siguiente lunes durante seis días, estuve dos días enteros y cuatro tardes con Pete».

## Recepción
Tras su publicación, All the Best Cowboys Have Chinese Eyes obtuvo reseñas mixtas de la prensa musical. La revista Rolling Stone valoró positivamente el álbum, le otorgó cuatro de un total de cinco estrellas y lo definió como «un lío de contradicciones, pero un desorden que se puede escuchar». Sin embargo, otros periodistas fueron más críticos con la orientación del disco hacia el New Wave en comparación con sus trabajos previos.

## Lista de canciones
Todas las canciones escritas y compuestas por Pete Townshend excepto donde se anota. 
| N.º | Título                     | Escritor(es)                | Duración |  |
| 1.  | «Stop Hurting People»      |                             | 3:55     |  |
| 2.  | «The Sea Refuses No River» | Pete Townshend, Alan Rogan  | 5:53     |  |
| 3.  | «Prelude»                  | Pete Townshend, Andy Newman | 1:31     |  |
| 4.  | «Face Dances, Pt. 2»       |                             | 3:24     |  |
| 5.  | «Exquisitely Bored»        |                             | 3:41     |  |
| 6.  | «Communication»            |                             | 3:19     |  |
| 7.  | «Stardom in Acton»         |                             | 3:42     |  |
| 8.  | «Uniforms (Corp d'Esprit)» |                             | 3:42     |  |
| 9.  | «North Country Girl»       | Tradicional                 | 2:27     |  |
| 10. | «Somebody Saved Me»        |                             | 4:51     |  |
| 11. | «Slit Skirts»              |                             | 4:54     |  |

| Bonus tracks (reedición de 2006) |                 |          |  |
| N.º                              | Título          | Duración |  |
| 12.                              | «Vivienne»      | 3:37     |  |
| 13.                              | «Man Watching»  | 2:32     |  |
| 14.                              | «Dance It Away» | 3:38     |  |

## Personal
- Pete Townshend: voz, guitarra, teclados, sinettizador, arp 2500 y synclavier
- Virginia Astley: piano
- Tony Butler: bajo
- Peter Hope-Evans: armónica
- Mark Brzezicki: batería
- Simon Phillips: batería
- Jody Linscott: percusión
- Chris Stainton: teclados
- Poli Palmer: percusión
- John Lewis: programación de sintetizadores

## Posición en listas
| Año  | Lista                | Posición |
| ---- | -------------------- | -------- |
| 1982 | Billboard Pop Albums | 26       |

| Año  | Sencillo                   | Lista                 | Posición |
| ---- | -------------------------- | --------------------- | -------- |
| 1982 | «Face Dances, Pt. 2»       | Billboard Pop Singles | 105      |
| 1982 | «Face Dances, Pt. 2»       | AOR Rock Tracks       | 15       |
| 1982 | «Slit Skirts»              | AOR Rock Tracks       | 41       |
| 1982 | «Stardom in Acton»         | AOR Rock Tracks       | 30       |
| 1982 | «Uniforms (Corp d'Esprit)» | UK Singles            | 48       |